# Adrian Przechewka
Adrian Przechewka (ur. 30 września 1972 we Wrocławiu) – polski saneczkarz, olimpijczyk z Albertville 1992 i Lillehammer 1994.
Zawodnik klubów: MKS Karkonosze Jelenia Góra (lata 1990-1992), Śnieżki Karpacz i AZS-AWF Kraków (w latach 1993-1997) startujący głównie w dwójkach (partnerem był Leszek Szarejko)
Jako junior w roku 1991 wywalczył brązowy medal mistrzostw świata juniorów w dwójkach. 
Mistrz Polski w dwójkach w latach 1992, 1993.
Na igrzyskach olimpijskich startował w dwójkach (partnerem był Leszek Szarejko) w Albertville (1992) zajął 20. miejsce, a w Lillehammer 1994 zajął 16. miejsce.